# Avril 1902

## Événements
- 1er avril[1] : inauguration du nouveau Palais du Parlement à Berne.
- 2 avril, Russie : assassinat du ministre de l’intérieur Sipiaguine par Balmachov, lié à l’organisation de combat socialiste-révolutionnaire.
- 4 avril, Russie : Viatcheslav Plehve devient ministre de l’intérieur. Il mène une politique répressive.
- 13 avril : à Nice, Léon Serpollet établit un nouveau record de vitesse terrestre : 120,80 km/h.
- 18 avril : Joseph Djougachvili (Joseph Staline) est arrêté au cours d’une réunion clandestine et déporté en Sibérie.
- 27 avril - 11 mai : victoire du Bloc des gauches aux élections législatives en France.
- 29 avril (Bilbao) : fusion des deux grandes aciéries cantabriques qui forme la Altos Hornos de Vizcaya.
- 30 avril : ouverture de l'Exposition aéronautique de Saint Louis (États-Unis).

## Naissances
- 4 avril :
  - Manuel Granero, matador espagnol († 7 mai 1922).
  - Louise de Vilmorin (Louise Lévesque), romancière française († 26 décembre 1969).
- 5 avril : Maurice Ponte, physicien français, académicien († 26 septembre 1983).
- 6 avril : Julien Torma écrivain, dramaturge et poète français († 17 février 1933).
- 9 avril : Théodore Monod, biologiste français, académicien († 22 novembre 2000).
- 10 avril : Charles-Marie Himmer, évêque belge († 11 janvier 1994).
- 15 avril :
  - Paul Broccardo, coureur cycliste français († 6 novembre 1987).
  - Chicuelo (Manuel Jiménez  Moreno), matador espagnol († 31 octobre 1967).
- 17 avril : Paule Marrot, peintre française († 22 décembre 1987).
- 18 avril : Menachem Mendel Schneerson, 7e Rabbi de Loubavitch († 12 juin 1994).

## Décès
- 3 avril : Jean-Louis Dubut de Laforest, écrivain français (° 1853)
- 12 avril : Alfred Cornu, physicien français, académicien, né en 1841.
- 28 avril : 
  - Henri Filhol, français, académicien, né en 1843.
  - Cyprien Tanguay, religieux et généalogiste, né en 1819.
- 30 avril : Xavier de Montépin, écrivain français, né en 1823.